# Hamburger Hauptkirchen

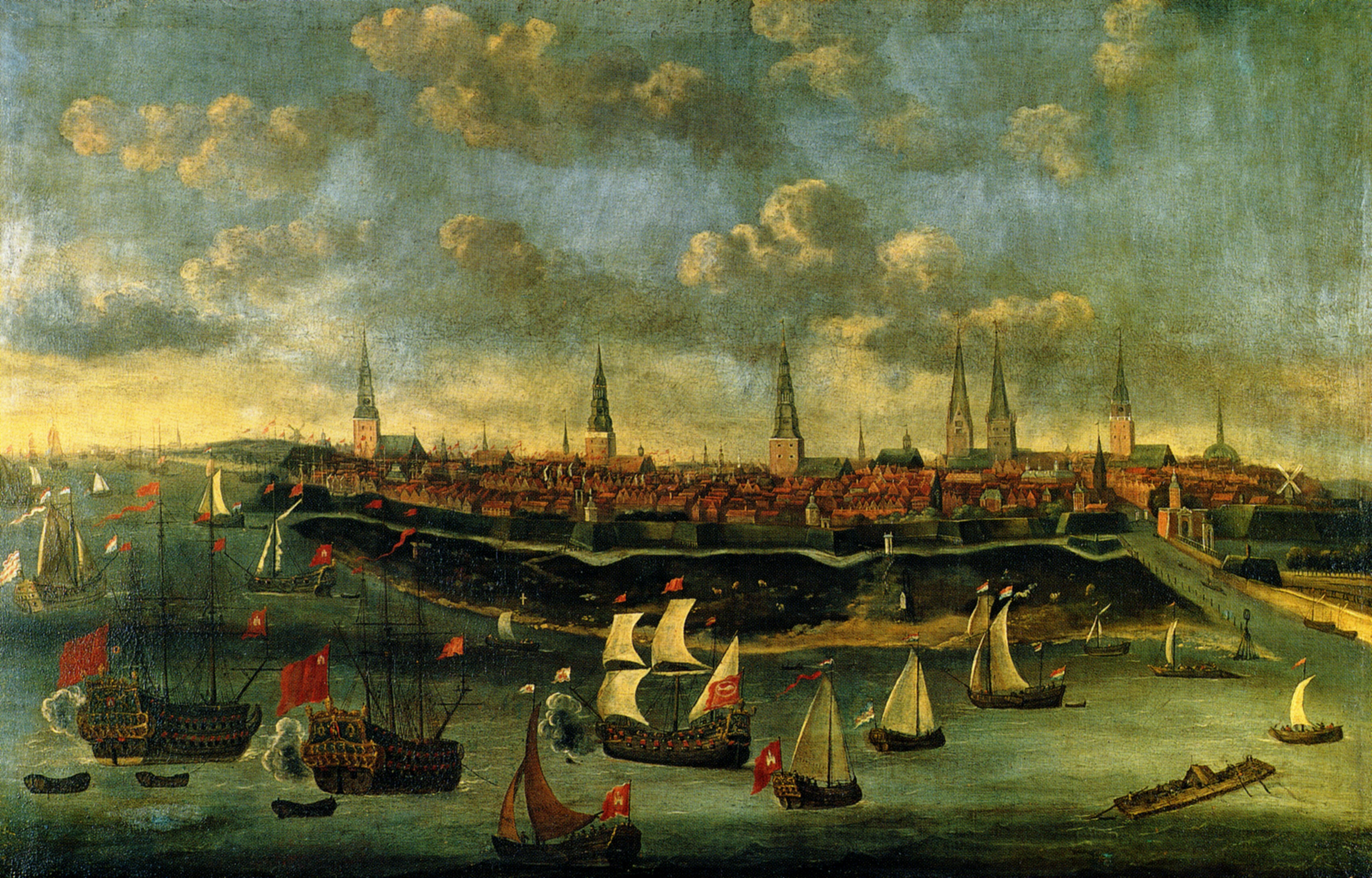
Die Türme der fünf Hauptkirchen und des damals noch existenten Domes von der Elbe (Süden) aus gesehen, von links nach rechts: Michaelis, Nikolai, Katharinen, Petri, Dom, Jacobi. Die Stadtansicht von Elias Galli um 1680 zeigt zugleich, dass es auch noch weitere kleinere Kirchen gab.

Als Hamburger Hauptkirchen werden traditionell die fünf innerhalb der historischen Stadtbefestigung gelegenen evangelisch-lutherischen Stadtkirchen Hamburgs bezeichnet. Zusammen mit dem 1806 abgerissenen Mariendom prägten ihre Kirchtürme über Jahrhunderte die Hamburger Skyline und dienten einlaufenden Schiffen auf der Elbe als Seezeichen. Die fünf Hauptpastoren bildeten vom 16. Jahrhundert bis zur Wiedereinführung des Bischofsamtes 1933 die kollegiale Kirchenleitung der hamburgischen Landeskirche, und bis zur Trennung von Kirche und Staat im 19. Jahrhundert fungierten die fünf Kirchspiele zugleich als weltliche Verwaltungsbezirke innerhalb der Stadtverfassung. 

## Hauptkirchen
Die fünf Hauptkirchen sind:

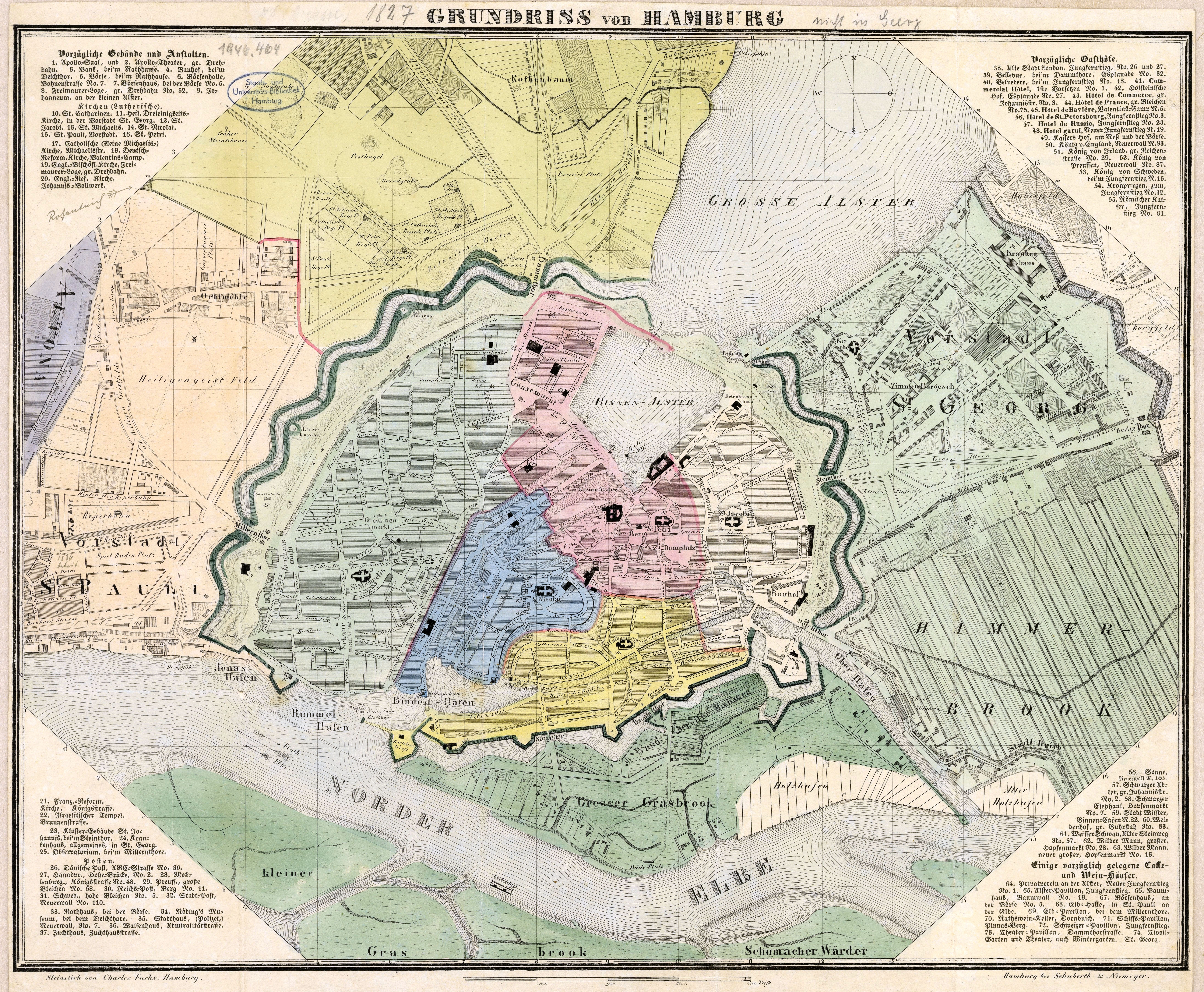
Kirchspiele der fünf Hauptkirchen auf einem Stadtplan von 1827. Die Farben entsprechen den Regimentsfarben der ebenfalls nach Kirchspielen organisierten Bürgerwache: Rot für St. Petri, Blau für St. Nikolai, Gelb für St. Katharinen, Weiß für St. Jacobi und Grün für St. Michaelis.

- St. Petri (ältester Altstadtkern zwischen Rathaus und Domplatz)
- St. Nikolai (ursprünglich in der Alsterschleife, seit 1962 im Stadtteil Harvestehude)
- St. Katharinen (auf der Elbinsel Grimm)
- St. Jacobi (östliche Stadterweiterung)
- St. Michaelis (in der Neustadt, bekannt als „Michel“)

Der jeweils erste Pastor jeder Kirche trägt den Titel Hauptpastor, der heute aber keine herausgehobene kirchenrechtliche Bedeutung mehr hat. 
Die jeweils drei Gemeindeältesten der fünf Hauptkirchen bilden das Kollegium der Oberalten, das bis zur Einführung der Hamburgischen Verfassung von 1860 eine wichtige politische Rolle als Vertretung der Bürgerschaft gegenüber dem Rat bzw. Senat spielte, heute aber nur noch als ehrenamtlicher Stiftungsvorstand des Heiligengeisthospitals fungiert. 
Nicht zu den Hamburger Hauptkirchen zählen bzw. zählten: 
- Kirchen ohne eigenes Kirchspiel, darunter die der Klöster und Hospitäler oder z. B. St. Gertrud
- Gotteshäuser der nichtlutherischen Konfessionen, z. B. anglikanische oder reformierte Gemeinden oder die erst seit 1811 wieder zugelassene katholische Kirche, deren Angehörige bis 1860 auch nicht das Hamburger Bürgerrecht erlangen konnten
- die Hauptkirche St. Trinitatis der bis 1937 selbständigen Stadt Altona
- die Kirchen im Hamburger Landgebiet bzw. in den späteren Vororten, die zumeist als Filial- oder Tochterkirchen der einzelnen Hauptkirchen entstanden waren; vereinzelte Versuche, Vorstadtkirchen etwa in St. Georg oder St. Pauli in den Rang von Hauptkirchen zu erheben, blieben letztlich ohne Erfolg

- Auch der Dom besaß keine eigene Gemeinde und stand seit der Reformation auch in keiner Verbindung mehr zu den übrigen Hauptkirchen, sondern bildete bis zum Reichsdeputationshauptschluss 1803 eine Exklave des Erzstifts Bremen.

## Geschichte

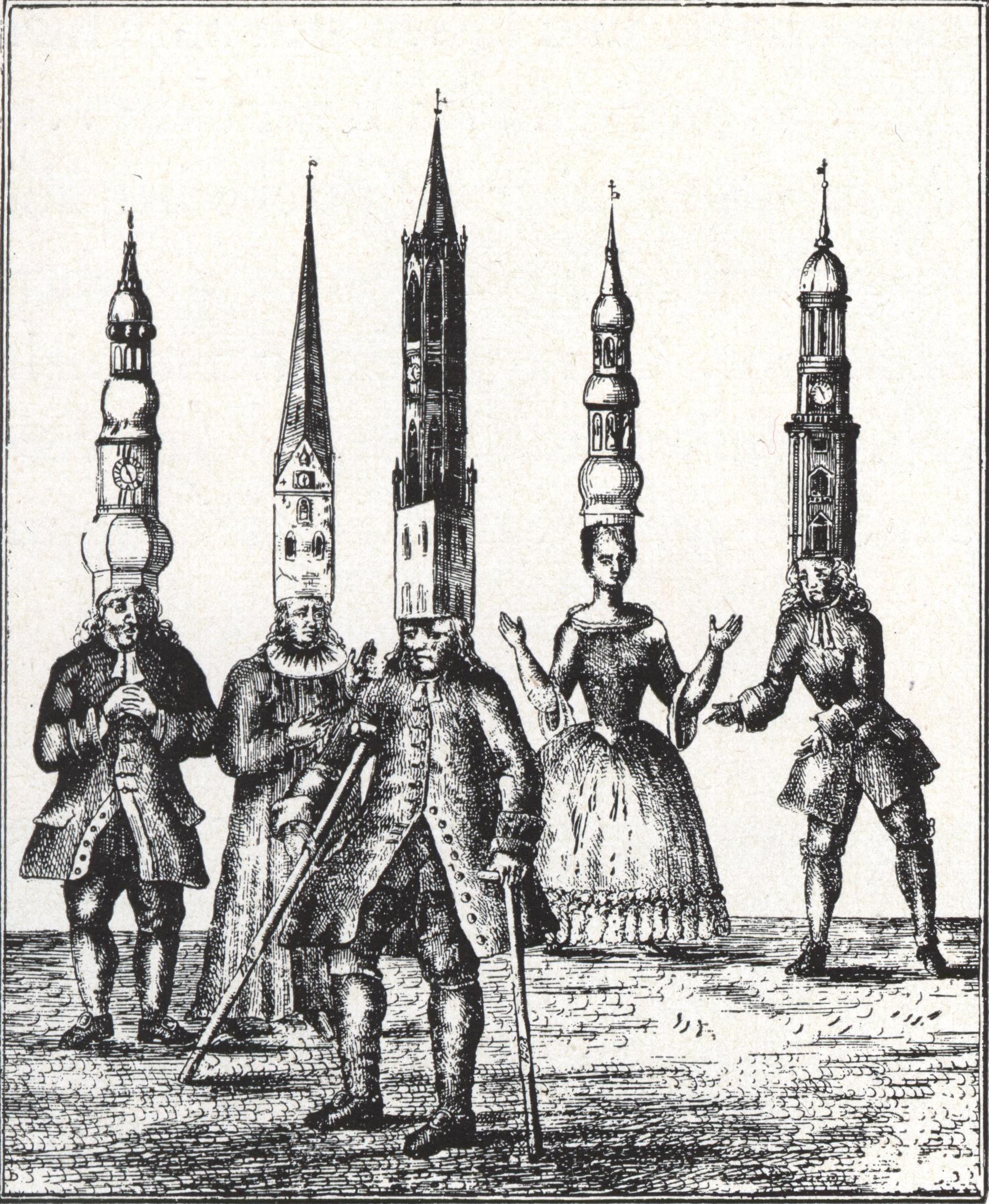
„Der alte Jacob mit der neuen Mütze.“ Karikatur von 1826/27

Der Begriff Hauptkirche stammt vermutlich aus der von Johannes Bugenhagen eingeführten evangelischen Kirchenordnung von 1529 als Übersetzung des älteren Begriffs Pfarrkirche. Doch schon seit dem Mittelalter waren die zunächst vier, später fünf Pfarrkirchen aufs engste mit der Hamburger Stadtverfassung verbunden, so wurden etwa Bau und Unterhalt der Stadtbefestigung, die Brand- und Nachtwache, das Feuerlöschwesen, die Schulaufsicht oder die Armenversorgung in den Kirchspielen organisiert, wobei jeder Bürger zur Mitwirkung verpflichtet war. Spätestens seit dem „Langen Rezess“ von 1529 war auch die Vertretung der Bürgerschaft gegenüber dem Rat mit den Kirchspielen verknüpft, die jeweils eine Anzahl von Deputierten in verschiedene Kollegien wählten, deren oberstes das Kollegium der Oberalten war. Dieses war unter anderem mit der Verwaltung des gemeinsamen Gotteskastens betraut, aus dem verschiedene mildtätige Einrichtungen wie z. B. das Heiligengeisthospital oder das Waisenhaus unterhalten wurden. 
Ein Vers aus der Mitte des 18. Jahrhunderts beschreibt die damalige soziale Untergliederung der fünf Kirchspiele:
Sankt Petri de Riken
Sankt Nikolai desgliken
Sankt Catharinen de Sturen
Sankt Jakobi de Buren
Sankt Michaelis de Armen
Daröver mag sick Gott erbarmen!
Im Zweiten Weltkrieg wurde die St.-Nikolai-Kirche in der Altstadt durch Fliegerbomben 1943 schwer beschädigt. Die Kirchengemeinde beschloss daraufhin, ihren angestammten Bereich, in dem kaum noch Menschen wohnten, zu verlassen und ein neues Kirchengebäude im Stadtteil Harvestehude zu errichten. Daraufhin wurde das alte Kirchenschiff 1951/52 bis auf wenige Umfassungsmauern abgetragen und 1962 die neue St.-Nikolai-Kirche am Klosterstern geweiht.

## Galerie

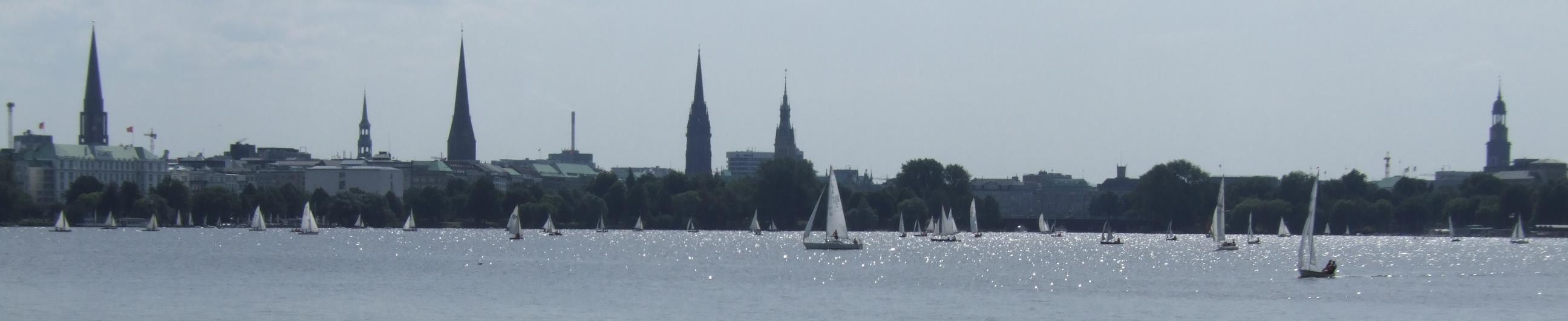
Die Türme der fünf Hauptkirchen und des Rathauses von der Außenalster (d. h. von Norden) gesehen, von links nach rechts: St. Jacobi, St. Katharinen, St. Petri, St. Nikolai, Rathaus und St. Michaelis. Nicht im Bild: die neue St.-Nikolai-Kirche Harvestehude.

Die Türme der Hauptkirchen
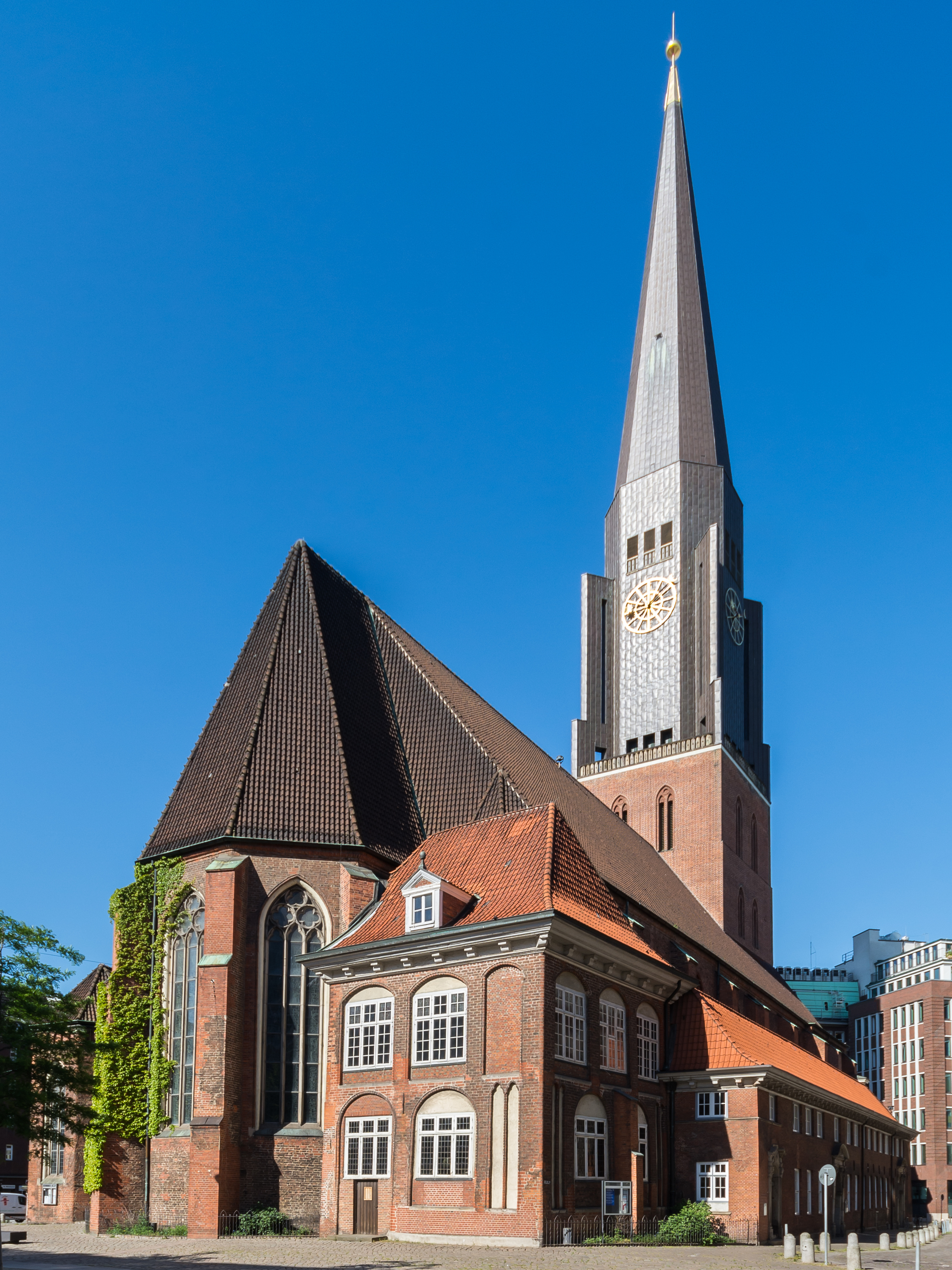
St. Jacobi
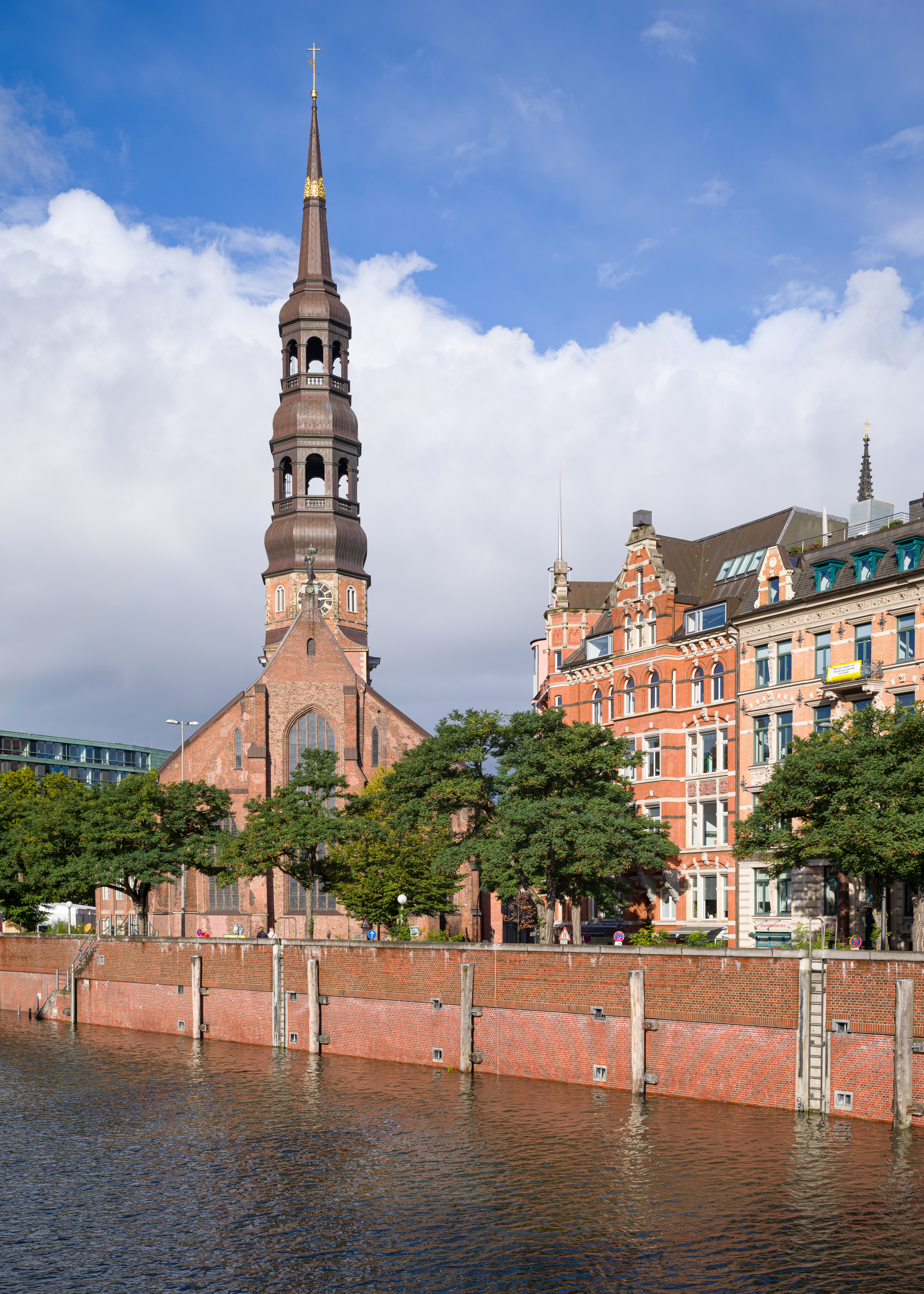
St. Katharinen
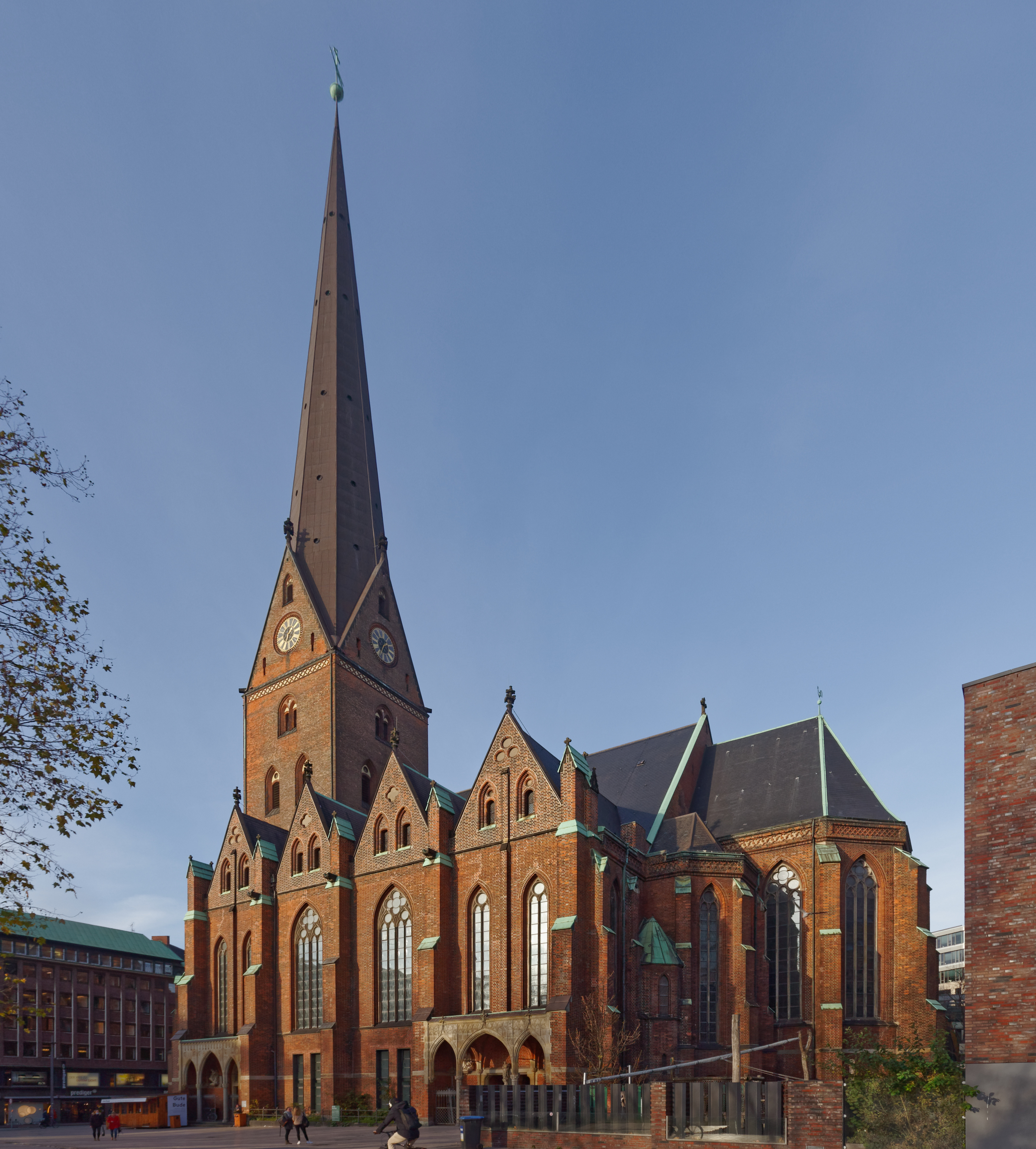
St. Petri
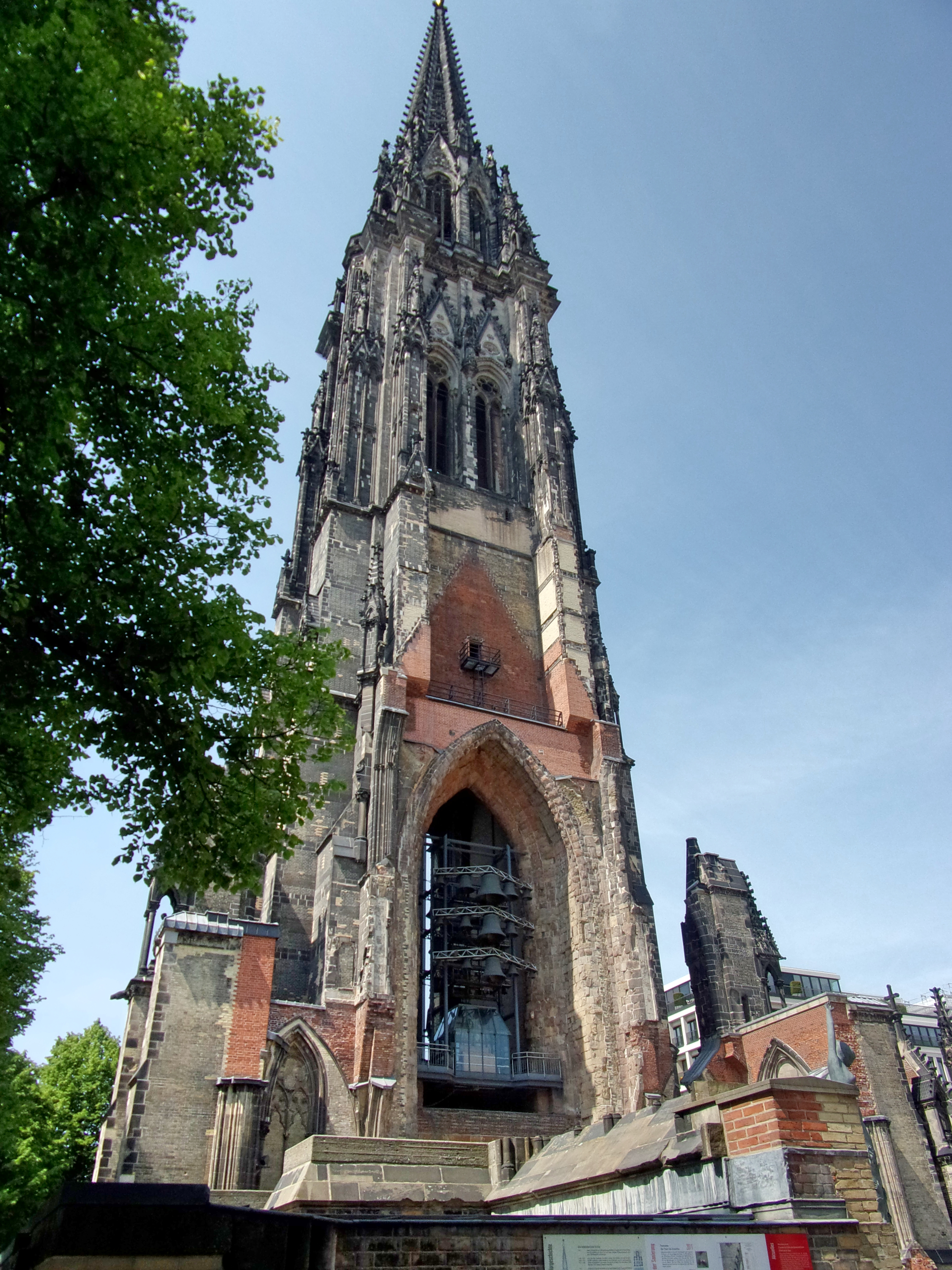
St. Nikolai (alt)
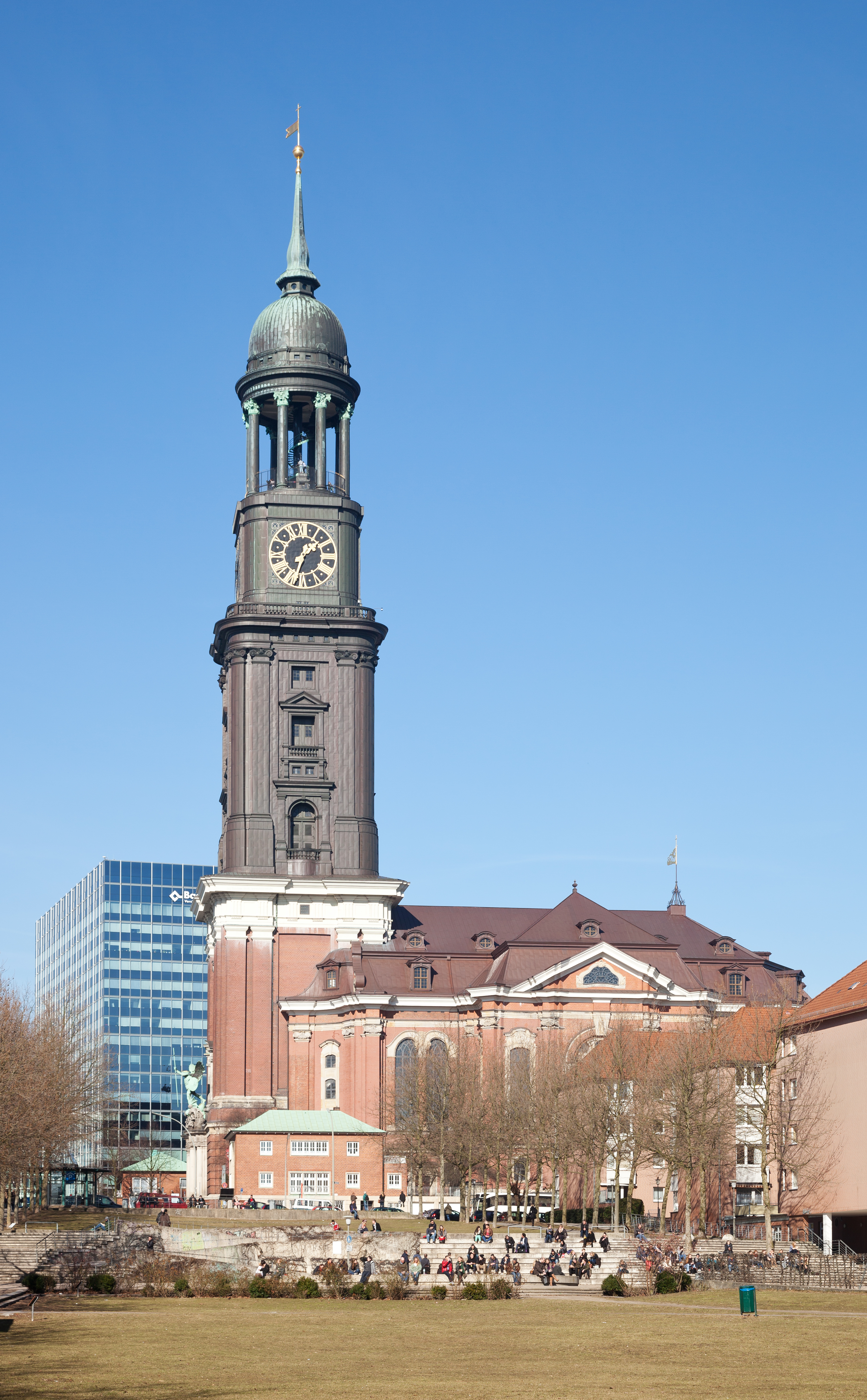
St. Michaelis
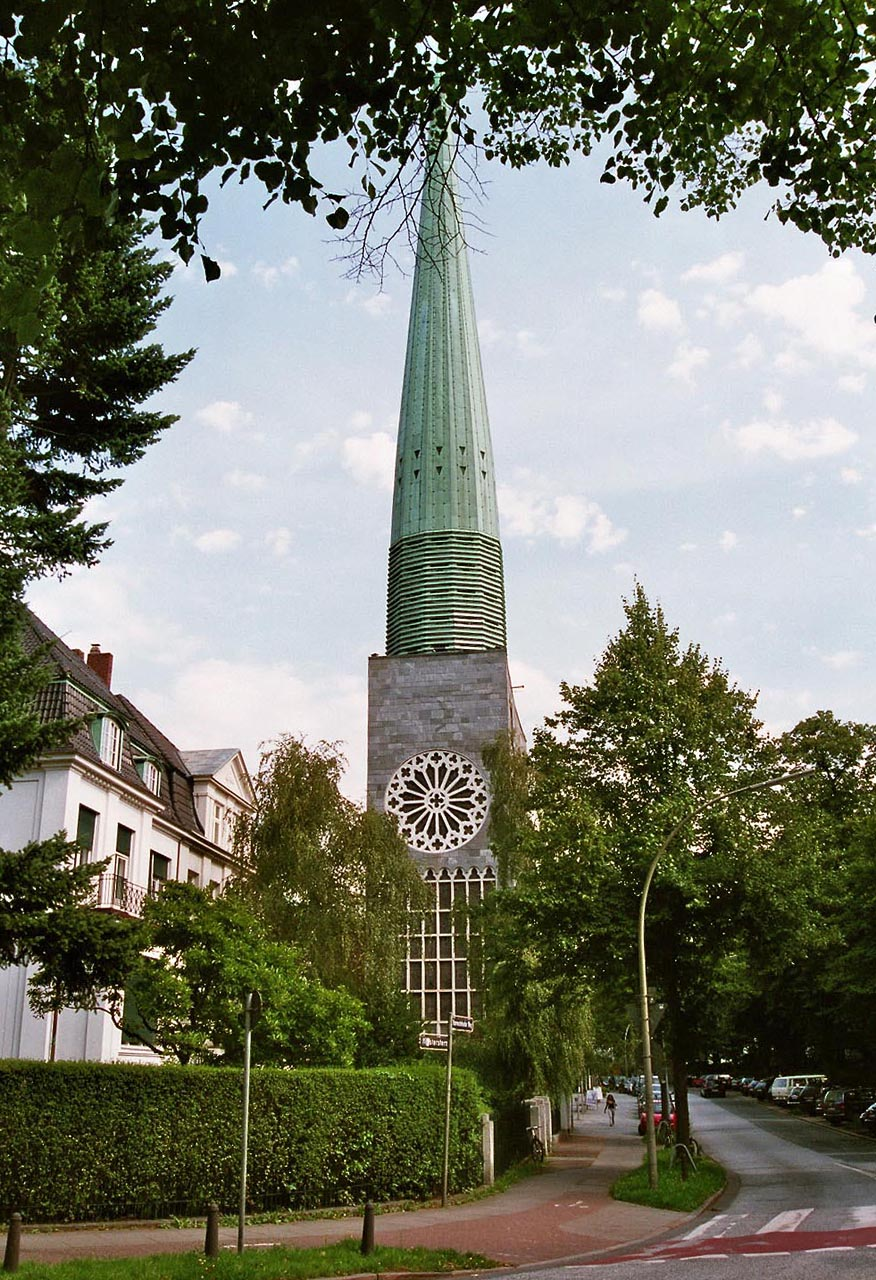
St. Nikolai (neu)